# اللغة الإسبانية
اللغة الإسبانية (بالإسبانية: Español) أو القشتالية (بالإسبانية: Castellano) 

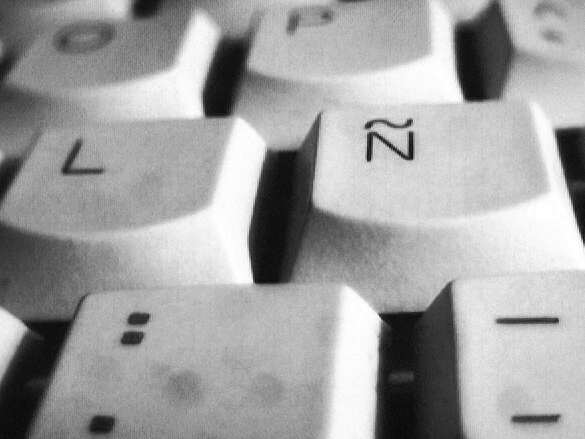
الحرف Ñ في لوحة المفاتيح

خريطة تظهر امتداد اللغات المختلفة في شبه الجزيرة الإيبيرية حتى بروز اللغة القشتالية الحديثة إلى الواجهة في دولة إسبانيا.

هي اللغة الرسمية للمملكة الإسبانية وهي أيضاً الرسمية لمعظم بلدان أمريكا الجنوبية وأمريكا الوسطى، وإحدى اللغتين اللتين يتكلم بهما سكان بورتوريكو ويتكلم اللغة الإسبانية ما بين 477 إلى 572 مليون شخص كلغة أم على النطاق العالمي، وهي أكثر اللغات الرومانسية رواجاً.
يطلق على اللغة الإسبانية، المستخدمة في مملكة إسبانيا الإسبانية القشتالية. نسبة لمنطقة قشتالة، وكانت اللغة الوطنية للقشتاليين، يعتقد بأنها نشأت في كوردييرا، في شمال إسبانيا الحالية. وقد انتشرت في جميع أنحاء إسبانيا في القرنين الثامن والتاسع الميلادي. بينما تُعرف الإسبانية المستخدمة في أمريكا الجنوبية بالإسبانية الأمريكية. إن الإسبانية القشتالية و الإسبانية الأمريكية هما في الأساس متماثلتان، غير أن هناك اختلافات قليلة بينهما في النطق والمفردات. بالإسبانية كما في العربية تنقسم الأسماء إلى مذكر ومؤنث، ولكن هناك بعض الأسماء القليلة المحايدة؛ أي التي لا تنتمي لجنس المذكر ولا المؤنث. ترتيب الكلمات الاعتيادي هو فاعل، فعل، مفعول به.

## نشوء اللغة الأسبانية
نشأت اللغة الأسبانية من اللغة اللاتينية، وهي لغة الإمبراطورية الرومانية، فخلال القرنين الثالث، والثاني قبل الميلاد، غزت الجيوش الرومانية شبه الجزيرة الأيبيرية (حالياً إسبانيا والبرتغال) واتخذ الأيبيريون بشكل تدريجي لغة الغزاة وهي اللاتينية (الدارجة) لغة لهم.
في أوائل القرن الخامس الميلادي، استولت قبائل جرمانية تدعى ب (القوطية) على شبه الجزيرة الأيبيرية، واستمرت سيطرة القوط عليها حتى عام 711 ميلادية. إلا أنه لم يكن لهم تأثير يُذكر على اللغة. وفي ذلك العام فتح المسلمون العرب كافة أراضي شبه الجزيرة الأيبيرية، ما عدا جزءاً صغيراً منها. وحكموا معظم أجزاء تلك المنطقة، حتى منتصف القرن الثالث عشر الميلادي. وقد أضاف المسلمون حوالي 700 كلمة عربية إلى اللاتينية الدارجة، ولكن لم يطرأ على هذه اللغة أي تغيير في أصواتها وبنيتها النحوية.

### الأسبانية القشتالية
بدأت اللغة الأسبانية في الظهور لغة مستقلة عن اللاتينية في الفترة الممتدة من عام 950 إلى عام 1000 ميلادية. وخلال القرن الثالث عشر الميلادي أصبحت مقاطعة قشتالة الأسبانية مركزاً سياسياً، وعسكرياً، وأدبياً مهماً، وامتد تأثيرها. وسرعان ما أصبحت اللهجة القشتالية، الشكل المقبول للأسبانية في معظم أجزاء شبه الجزيرة الأيبيرية، وفي هذه الفترة أيضاً تحولت لهجتان أخريان إلى لغتين مستقلتين. وقد نشأت اللهجة القشتالية  البرتغالية في الجزء الغربي من شبه الجزيرة الأيبيرية، وكانت الأساس للغة البرتغالية، التي بدأت في الظهور في أواخر القرن الثاني عشر الميلادي. كما نشأت اللهجة الكتالانية في الجزء الشرقي من أسبانيا وارتقت إلى اللغة الكتالانية (تسمى أيضاً اللغة القطلونية).

### اللغة الإسبانية في الأمريكتين
تطورت الأسبانية الأمريكية، فيما يُعرف الآن بأمريكا اللاتينية، مع بدء المستعمرين، والغزاة، والبعثات التنصيرية الأسبانية، في الاستقرار هناك في القرن السادس عشر الميلادي. وحلت اللغة الأسبانية تدريجياً محل كثير من اللغات الهندية، التي كانت تستخدم في أمريكا اللاتينية، بما في ذلك لغات الإزتك، والإنكا، وأنايا.
| |
| اللغة الإسبانية هي اللغة الرسمية الوحيدة اللغة الإسبانية هي أحد اللغات الرسمية اللغة الإسبانية متداولة بين كثير من المواطنين |
| الدول التي تتحدث اللغة الإسبانية                                                                                             |

أثناء الغزو الإسباني للأمريكتين، كانت اللغة الكاستية هي اللغة السائدة في إسبانيا، وتلك هي اللغة التي أحيلت إلى العالم الجديد من قبل الفاتحين. بسبب أن الاستعمار الإسباني كان بشكل رئيسي في الأمريكتين فإن اللغة الإسبانية تعتبر بين رسمية وشبه رسمية في أغلب الدول وخصوصاً أمريكا الجنوبية حتى أن تلك القارة تسمى بأمريكا اللاتينية. والجدير بالذكر أن بعض المدن في الولايات المتحدة تحمل أسماء إسبانية مثل: سان فرانسيسكو، لوس أنجلوس وسان خوزيه وغيرها الكثير، وتكثر تلك الأسماء في الولايات المتحدة الأمريكية في الركن الجنوبي الغربي من الولايات المتحدة.

## النطق الأسباني
تتميز اللغة الأسبانية بأنها إحدى أبرز اللغات الصوتية؛ أي أن النطق فيها يتبع الهجاء بدقة. وينقسم النطق إلى:
- الأصوات الصامتة: تحتوي اللغة الأسبانية على خمسة أصوات صائتة أساسية فقط. ويتم تمثيل هذه الأصوات بالحروف (A, E, I, Y, O, U).
- الأصوات الخاصة: توجد في اللغة الأسبانية أربعة أصوات صامتة، ليس لها ما يماثلها في اللغة الإنجليزية وهي: (CH, LL, Ñ, RR).

ويختلف اللفظ بين الدول التي تتحدث الإسبانية، ولكن بشكلٍ أولي يمكن تقسيم اللهجات الأساسية إلى لهجتين هما لهجة إسبانيا ولهجة أمريكا اللاتينية ويقابل نطق هذه الأصوات على وجه التقريب في اللغة العربية في العمود أدناه:

(CH) <-------->      (تش) في تشتري

(LL) <------->      (ليود) في الليود (دواء)

(Ñ)  <-------->      (نيا) في نياجرا

(RR) <-------->      (ت) في حتى
كما تجدر الإشارة إلى بعض الصوامت التالية الخاصة في اللغة الأسبانية:
(Z) <--------> القشتالية ث

(Z) <--------> الأمريكية اللاتينية س

(C) <--------> مسبوقة ب ث

(E) أو (I) <-------->  ث

(J) <--------> خ

### اللفظ حسب اللسان الإسباني
| حرف إسباني | حرف IPA | حرف عربي | مثال في كلمة عربية | مثال كلمة إسبانية | حرف إسباني | حرف IPA | حرف عربي | مثال في كلمة عربية | مثال كلمة إسبانية |
| ---------- | ------- | -------- | ------------------ | ----------------- | ---------- | ------- | -------- | ------------------ | ----------------- |
| a          | a       | أ، آ     | أحمد، جمال         | antiguo           | n          | n       | ن        | قانون              | naranja           |
| b          | v       | ڤ        | يشرب               | beber             | ñ          | ɲ       | نيه      |                    | montaña           |
| c          | k, θ    | ك، ث     | كسر، ثوم           | carro, cerca      | o          | o       | أوه      |                    | correr            |
| ch         | tʃ      | چ        |                    | chal              | p          | p       | پ        |                    | patata            |
| d          | d - ð*  | د، ذ     | جدل، بذرة          | dueño, herida     | qu         | k       | ك        | كسر                | quedar            |
| e          | e       | ايه      | يعمل               | hacer             | r          | ɾ       | ر        | حرق                | atrás             |
| f          | f       | ف        | مفتاح              | fuego             | rr         | r       | ر مشددة  | مستقرّة             | perro             |
| g          | g - x*  | گ، خ     | الإنگليزية، مختار  | gato, gitano      | s          | s       | س        | مسلم               | musulmán          |
| h          | لا يلفظ | لا يلفظ  |                    | hablar            | t          | t       | ت        | كاتم               | tener             |
| i          | i       | إي       | كريم               | liso              | u          | u       | و        | واحد               | música            |
| j          | x       | خ        | مختار              | mojado            | v          | b       | ب        | لبنان              | vener             |
| k          | k       | ك        | كسر                | kilo              | w          | w       | و        | واحد               | web               |
| l          | l       | ل        | حليب               | Alepo             | x          | ks      | كس       | منكسر              | !exacto¡          |
| ll         | ʎ       | ي مشددة  | حريّة               | Cordillera        | y          | y       | ي مشددة  | حريّة               | yo                |
| m          | m       | م        | مصر                | mano              | z          | θ       | ث        | ثوم                | azul              |

- اللفظ حسب السان أمريكا اللاتينية :

| حرف إسباني | حرف IPA | حرف عربي | مثال في كلمة عربية | مثال كلمة إسبانية | حرف إسباني | حرف IPA | حرف عربي | مثال في كلمة عربية | مثال كلمة إسبانية |
| ---------- | ------- | -------- | ------------------ | ----------------- | ---------- | ------- | -------- | ------------------ | ----------------- |
| a          | a       | آ        | جمال               | antiguo           | n          | n       | ن        | قانون              | naranja           |
| b          | v       | ڤ        |                    | beber             | ñ          | ɲ       | نيه      |                    | montaña           |
| c          | k, s    | ك، س     | كسر، سرق           | carro, cerca      | o          | o       | أوه      |                    | correr            |
| ch         | tʃ      | چ        |                    | chal              | p          | p       | پ        |                    | patata            |
| d          | d - ð*  | د، ذ     | جدل، بذرة          | dueño, herida     | qu         | k       | ك        | كسر                | quedar            |
| e          | e       | ايه      |                    | hacer             | r          | r       | ر        | حرق                | atrás             |
| f          | f       | ف        | مفتاح              | fuego             | rr         | ɾ       | ر مشددة  | مستقرّة             | perro             |
| g          | g - x*  | گ، خ     | الإنگليزية، مختار  | gato, gitano      | s          | s       | س        | مسلم               | musulmán          |
| h          | لا يلفظ | لا يلفظ  |                    | hablar            | t          | t       | ت        | كاتم               | tener             |
| i          | i       | إي       | كريم               | liso              | u          | u       | و        | واحد               | música            |
| j          | x       | خ        | مختار              | mojado            | v          | v       | ڤ        |                    | vener             |
| k          | k       | ك        | كسر                | kilo              | w          | w       | و        | واحد               | web               |
| l          | l       | ل        | حلب                | Alepo             | x          | ks      | كس       | منكسر              | !exacto¡          |
| ll         | ʤ       | ج        | مجال               | Cordillera        | y          | ʤ       | ج        | مجال               | yo                |
| m          | m       | م        | مصر                | mano              | z          | s       | س        | كسر                | azul              |

- يلفظ حرف c كحرف السين أو الثاء إذا تلاه الأحرف e, i, y، ويلفظ كحرف الكاف عدا ذلك.
- يلفظ حرف g كحرف الخاء إذا تلاه الأحرف e, i, y، ويلفظ كحرف g في الإنجليزية (/g/) عدا ذلك.
- قد يلفظ حرف g كحرف الهاء بدلاً عن الخاء في بعض دول أمريكا اللاتينية ومتحديثي الإسبانية كلغة أجنبية.
- يلفظ حرفي ll و y كحرف الياء في المكسيك، والشين في شيلي، الأورغواي والبارغواي، وكحرف الجيم في الأرجنتين وكوستاريكا.
- قد يلفظ حرف rr كحرف اللام في بويرتوريكو، أو الخاء في بعض الأحيان.

## قواعد اللغة الإسبانية

### الأسماء والصفات
إن جميع الأسماء في اللغة الأسبانية إما مذكّرة أو مؤنّثة. وتكون معظم الأسماء التي تدل على شخص مذكر أو حيوان مذكر أو تلك التي تنتهي ب (o) أو (i) أو(r) أسماء مذكرة. ومن الأمثلة على ذلك (padre) (أب) و(libro) (كتاب) و(calor) (حَرّ) وهي جميعها أسماء مذكرة. بينما (madre) (أم) و(felicidad) (سعادة) و(revolucion) (ثورة) هي أسماء مؤنثة.
وتُجمع الأسماء والصفات بإضافة (S) إلى تلك التي تنتهي بأصوات صائتة، و(Es) إلى تلك التي تنتهي بأصوات صامتة. وينبغي أن تتطابق الصفات من حيث الجنس (مذكر أو مؤنث) والعدد (مفرداً أو جمع) مع الأسماء التي تصفها. ولهذا السبب، نجد أن لكثير من الصفات أربعة أشكال فمثلاً: (sombrero peque?o) تعني (قبعة صغيرة) و(casapeque?a) (بيت صغير) و(sombreros peque?os) (قبعات صغيرة) و(casas peque?as) (بيوت صغيرة).

### الأفعال
توجد في اللغة الأسبانية 15 صيغة للفعل تدل على الزمن، منها ثمان بسيطة وسبع تامة أو مركبة. ويتم تكوين الأفعال البسيطة بإضافة لواحق إلى جذر الفعل أو المصدر. أما بالنسبة للأفعال التامة فيتم تكوينها باستخدام الصيغة المناسبة للفعل البسيط (haber) (يملك)، متبوعة بصيغة الماضي التام للفعل.
وتصنف الأفعال الأسبانية طبقاً لنهايات الصيغ المصدرية لها، إلى ثلاث مجموعات: الأفعال المنتهية بـAr مثل (andar) (يمشي) والأفعال المنتهية ب (ER) مثل (correr) (يجري) والأفعال المنتهية ب (Ir)مثل (vivir) (يعيش).
إن نظام كلمات الجملة في اللغة الأسبانية يشبه إلى حد ما، نظم الجملة الاسمية في اللغة العربية باستثناء موقع ضمائر المفعول به، والصفات الوصفية في الجمل الأسبانية. فضمائر المفعول به تأتي عادة قبل الفعل فيها. وعلى سبيل المثال، في جملة (حيتنا) حيث يأتي الفعل (حيا) قبل الضمير المتصل المفعول به (نا)، ويقابل هذه الجملة في اللغة الأسبانيةElla Nos Saludo.وفيما يتعلق بالصفات الوصفية في اللغة الأسبانية، فإن موقعها يكون في الجملة عادة بعد الأسماء التي تصفها. والأسبانية تشبه في هذه اللغة العربية.
ويمكن تحويل الجملة المثبتة إلى منفية في اللغة الأسبانية، بوضع ما يقابل كلمة (لا) قبل الفعل. أما الجملة الاستفهامية  وهي الجملة التي تطرح سؤالاً  فيتم تكوينها بوضع الفاعل بعد الفعل. ونلاحظ أنه في الجملة الاستفهامية، توضع علامة استفهام مقلوبة قبل الكلمة الأولى، وعلامة استفهام عادية بعد الكلمة الأخيرة. ويُمكن هذا التركيب القارئ من التعرف على الجملة الاستفهامية حالما يبدأ في قراءتها. وفيما يلي الصيغ المثبتة، والمنفية، والاستفهامية، الأسبانية للجملة العربية (يعيش أحمد هنا)
الصيغة المثبتة          Ahmad vive aqui
الصيغة المنفية          Ahmad no vive aqui
الصيغة الاستفهامية         Vive Ahmad aqui ?

## الاسم الرسمي للغة الإسبانية

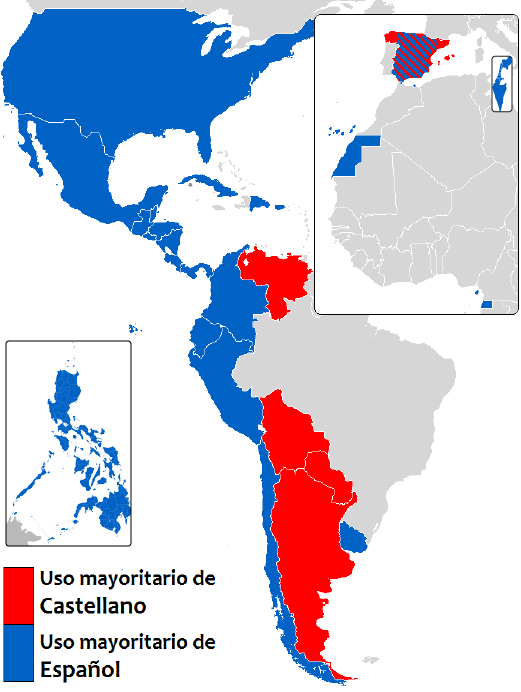
استخدام الغالبية لمصطلح قشتالية (الأحمر) والإسبانية (الأزرق).

في إسبانيا وفي بعض المناطق المتحدثة بالإسبانية، يطلق على هذه اللغة بالقشتالية (بالإسبانية: Castellano)، وأيضاً يطلق عليها بالإسبانية (بالإسبانية: Español)، وكلاهما يشير إلى اللغة المحكية في قشتالة، متميزة عن باقي اللغات المحكية في إسبانيا مثل الجليقية والباسكية والكتلانية، يفضل متحدثو هذه اللغات مصطلح القشتالية، لأنهم يعتبرون أن لغاتهم جزء من اللغات الإسبانية، وبالتالي لا وجود للغة إسبانية واحدة وإنما لغات إسبانية، يستخدم دستور إسبانيا 1978 مصطلح القشتالية ليحدد اللغة الرسمية لأسبانيا كلها، بينما يستخدم مصطلح las demás lenguas españolas (باقي اللغات الإسبانية) من أجل باقي اللغات المحلية في إسبانيا، كما ينص البند الثالث:
| اللغة الإسبانية | El castellano es la lengua española oficial del Estado. (...) Las demás lenguas españolas serán también oficiales en las respectivas Comunidades Autónomas... | اللغة الإسبانية |

الترجمة بالعربية، إن اللغة القشتالية هي اللغة الرسمية لإسبانيا، وباقي اللغات رسمية في مجتمعاتها فقط.
تستخدم الأكاديمية الملكية الإسبانية مصطلح الإسبانية، بينما كانت تستخدم مصطلح القشتالية منذ 1713 وحتى 1923.
بينما أظهر معجم (Diccionario panhispánico de dudas) التي أصدرته الأكاديمية أن على الرغم من أن الأكاديمية الملكية تفضل استخدام مصطلح الإسبانية، فإن كلا المصطلحين يستخدمان لنفس المعنى. كما يفضل استخدام مصطلح القشتالية في جميع دول أمريكا اللاتينية عدا تشيلي وكولومبيا.

## اللهجات في اللغة
تتكون اللغة الإسبانية من العديد من اللهجات، تنقسم اللهجات المعاصرة إلى قسمين: 
- اللهجات الأوروبية.
- اللهجات الأميركية.

الكثير من الاختلاف اللهجات في لفظ الحروف، ففي غالبية اللهجات الأوروبية من اللغة يتم لفظ الحرفي c وz كثاء أما بين اللهجات الأميركية يتم لفظهما كسين. يسمى هذا الاختلاف الثيثيو ceceo أو سيسيو seseo.
أما يوجد اختلاف بين اللهجات في استخدامهم كلمة vos (بوس) وtú (تو) والتي إثنتيهما يدلا على كلمة "أنت". فبعض اللهجات تستخدم كلمة vos ولا تستخدم tú أما غيرها تستخدم tú بدلاً من الآخر. يسمى هذا الاختلاف الفوسيو.

## تصنيف
الإسبانية ترتبط ارتباطاً وثيقاً مع اللغات الرومانسية الأخرى في غرب شبه جزيرة إيبيريا: الأستورية و‌الجليقية و‌العبرية الإسبانية و‌البرتغالية و‌الكتلانية في شرق ايبيريا.
اللغتين الأسبانية و‌البرتغالية لهم حصة مماثلة في القواعد والمفردات، وكذلك تاريخ مشترك من تأثير العربية في لغتيهما، وقد قدر التشابه بين معجميهما بنسبة 89 ٪.

## عبارات شائعة
| العبارة                         | النطق                         | المعنى بالعربي    |
| ------------------------------- | ----------------------------- | ----------------- |
| Hola                            | اولا                          | مرحبًا             |
| Hasta luego                     | أستا لويغو                    | إلى اللقاء        |
| Adiós                           | أديوس                         | مع السلامة        |
| Por favor                       | پور فافور                     | من فضلك           |
| Gracias                         | غراثياس أو غراسياس            | شكراً              |
| ?Hablas español¿                | أبلاس إسبانيول                | تتكلم الإسبانية؟  |
| Inglés                          | إنغليس                        | إنجليزيّة          |
| Sí                              | سي                            | نعم               |
| No                              | نو                            | لا                |
| ?Dónde está el baño¿            | دوندي إيستا إل بانيو          | أين الحمّام؟       |
| ?Cómo te llamas¿                | كومو تي ياماس                 | ما اسمك؟          |
| No entiendo                     | نو إنتييندو                   | لا أفهم           |
| Bienvenido                      | بيينفينيدو                    | أهلاً وسهلاً        |
| ?Qué tal¿                       | كي تال                        | كيف الحال؟        |
| ?Cómo va la vida¿               | كومو فا لا فيدا               | كيف الحياة؟       |
| ?Y a vosotros¿                  | ي اَ فوسوتروس                  | وأنتم؟            |
| Bien                            | بيين                          | حسن، جيد          |
| Árabe                           | أرابي                         | العربيّة           |
| Corán                           | كوران                         | الْقُرآن            |
| Buenos días                     | بونوس دياس                    | صباح الخير        |
| Buenas noches                   | بويناس نوتشيس                 | مساء الخير        |
| ?Cuántos años tienes¿           | كوانتوس أنيوس تيينيس          | كم عمرك؟          |
| ? donde vive ¿                  | دونديه بيبيه                  | أين تسكن ؟        |
| ?cual es la moneda de tu pais ¿ | كوال اس لا مونيدا ديه تو بايس | ما هي عملة بلدك ؟ |
| estoy perdido                   | استوي بيرديدو                 | أنا ضائع          |

## وصلات خارجية
- تعلم اللغة الأسبانية مجاناً من شبكة لغاتى بالأضافة لأكثر من 14 لغة عالمية أخرى
- http://fsi-language-courses.net/Spanish.aspx موقع مجاني لتعليم اللغات بما فيها الأسبانية.